# 川崎富作
川崎富作（日语：／ Kawasaki Tomisaku，1925年2月7日—2020年6月5日），日本医生，儿科专家。川崎病以其得名。

## 生平
川崎富作生于東京府東京市浅草。1948年（昭和23年）毕业于千葉醫學専門學校醫學專門部（今千葉大学医学部），获得医学博士学位。1962年（昭和37年）在日本紅十字會醫療中心工作期间，向千叶县儿科学会提交一种新型疾病的报告，共描述50名幼儿病例，并命名为“非猩紅熱性落屑综合征”。此后，该病正式得名川崎氏病（Kawasaki disease）。1990年（平成2年），川崎富作从医疗中心退休，在東京都台东区开办「川崎富作儿科診療室」，同时担任日本川崎病研究中心理事長，久留米大学客座教授。
1991年（平成3年），川崎富作获得第81回日本學士院獎。2006年（平成18年），获得第1回日本小兒科學會獎。
2013年（平成25年），川崎富作以年近90歲高龄正式退休。2020年6月5日，川崎富作因衰老而逝世，享耆壽95歲。